# PAPP-A
PAPP-A (ciążowe białko osoczowe, ang. pregnancy-associated plasma protein A, pappalysin 1) – wielkocząsteczkowe białko syntetyzowane w trofoblaście. Stężenie PAPP-A w osoczu rośnie do czasu porodu. Pełni funkcję immunosupresyjną.
Stężenie osoczowe PAPP-A wykorzystuje się do oceny ryzyka wystąpienia u dziecka niektórych zespołów wad wrodzonych (takich jak zespół Downa, zespół Edwardsa lub zespół Pataua), a także wydolności łożyska.
Jego ekspresja jest również silnie zwiększona w podatnych na erozję i pękanie, niestabilnych blaszkach miażdżycowych. Ma ono dużą wartość prognostyczną u pacjentów z chorobą niedokrwienną serca.